# ۳۱ شهریور
۳۱ شهریور صد و هشتاد و ششمین روز سال در گاه‌شماری خورشیدی است. به پایان سال ۱۷۹ روز (۱۸۰ روز در سال کبیسه) باقی‌است.

## رویدادها
- ۱۳۵۹ - آغاز جنگ ایران و عراق
- ۱۳۵۹ - عملیات انتقام
- ۱۳۸۸ - حادثه ۳۱ شهریور ۱۳۸۸ فروند هواگرد نظامی ایلیوشین ایل-۷۶
- ۱۳۸۹ - بمب‌گذاری ۱۳۸۹ در مهاباد
- ۱۳۹۷ ـ حمله به رژه نظامی در اهواز
- ۱۴۰۳ - انفجار معدن زغال‌سنگ طبس

## زادروزها
- ۱۲۹۰ - جعفر سلماسی، وزنه‌بردار
- ۱۲۹۶ - مه‌لقا ملاح، فعال محیط زیست
- ۱۳۱۴ - پرویز یاحقی، موسیقی‌دان
- ۱۳۵۲ - مهدی خلجی، روزنامه‌نگار، نویسنده، مترجم و تحلیل‌گر سیاسی
- ۱۳۵۵ - محمد قوچانی، روزنامه‌نگار
- ۱۳۵۵ - سید جواد ذاکر طباطبایی، مداح
- ۱۳۵۷ - رسول خطیبی، فوتبالیست
- ۱۳۶۰ - علی اصحابی، خواننده
- ۱۳۶۲ - امجد شکوه‌مقام، فوتبالیست
- ۱۳۶۷ - سهراب مرادی، وزنه‌بردار
- ۱۳۶۷ - سهیلا منصوریان، ووشوکار
- ۱۳۶۸ - امیر مهدی‌زاده، کاراته‌کار
- ۱۳۶۸ - سید امین علوی، والیبالیست
- ۱۳۶۹ - مارال فیض‌بخش، دونده

## درگذشت‌ها
- ۱۳۵۹ - خالد حیدری، ستوان خلبان مک‌دانل داگلاس اف-۴ فانتوم ۲ نیروی هوایی ارتش جمهوری اسلامی ایران
- ۱۳۷۷ - حمید حاجی‌زاده، شاعر و از قربانیان قتل‌های زنجیره‌ای ایران
- ۱۳۸۰ - حسین خطیبی، نویسنده و سیاستمدار
- ۱۳۸۶ - پریدخت اقبال‌پور، بازیگر
- ۱۳۸۶ - علی‌محمد ورقا، مدیر گروه آموزش جغرافیای دانشگاه خوارزمی
- ۱۳۹۶ - نادر گلچین، خواننده
- ۱۳۹۶ - صادق برمکی، از شهروندان ایران
- ۱۴۰۱ - پارسا رضادوست، از کشته‌شدگان خیزش ۱۴۰۱ ایران
- ۱۴۰۱ - مهسا موگویی، از کشته‌شدگان خیزش ۱۴۰۱ ایران
- ۱۴۰۱ - شیرین علیزاده، از کشته‌شدگان خیزش ۱۴۰۱ ایران
- ۱۴۰۱ - ستاره تاجیک، از کشته‌شدگان خیزش ۱۴۰۱ ایران
- ۱۴۰۲ - نعمت احمدی، حقوق‌دان و وکیل دادگستری
- ۱۴۰۳ - رضا سراج، رئیس اطلاعات خارجی سازمان اطلاعات سپاه پاسداران انقلاب اسلامی

## مناسبت‌ها
- آغاز هفته دفاع مقدس